# سامي موريه
شموئيل موريه (واسمه الأصلي بالعربية: سامي مُعلِّم، حوَّرَهُ بالعبرية وجعلهُ שמואל מורה)‏ (22 ديسمبر 1932 - 22 سبتمبر 2017) أديب وباحث يهودي إسرائيلي من أصل عراقي. ولد في بغداد عام 22.12.1932 وعاش فيها حتى جيل 18 عامًا حين هاجر إلى إسرائيل عام 1951. أكمل دراسته الثانوية في مدرسة شماش ودرس العربية وآدابها في الجامعة العبرية في القدس وحصل على شهادة الدكتوراة من جامعة لندن في بريطانيا. كان يعمل أستاذًا للغة العربية وآدابها في الجامعة العبرية، وأشغل منصب رئيس دائرة اللغة العربية وآدابها في نفس الجامعة.
له أبحاث كثيرة في الأدب العربي الحديث، الشعر والمسرح. كما أنه حصل عام 2000 على جائزة إسرائيل في مجال الأبحاث الاستشراقية. وكتب مقالات كثيرة في جريدة إيلاف الإلكترونية.

## آثاره

### العربية
- المطبوعات العربية التي ألفها أو نشرها الأدباء والعلماء اليهود 1863-1973، القدس: معهد بن تسفي لدراسة الجاليات اليهودية في الشرق، 1973.
- فهرس المطبوعات العربية في إسرائيل 1948-1972، القدس: مركز جبل سكوبوس، 1974.
- القصة القصيرة عند يهود العراق 1924-1978، القدس: دار النشر ي.ل. ماغنس، 1981.
- مختارات من أشعار يهود العراق الحديث، القدس: معهد الدراسات الآسيوية والإفريقية، 1981.
- بغداد حبيبتي: يهود العراق، ذكريات وشجون، حيفا: مكتبة كل شيء، 2012.
- عجائب الآثار في التراجم والأخبار، القدس، 2014.

### العبرية
- עולמו המיוחד של יצחק בר-משה, 1959. عالم إسحق بار موشيه الفريد، 1959.
- לקט מתוך דרמות ערביות, 1961. منتخبات من الدّراما العربيَّة، 1961.
- סכסוך ערב-ישראל בראי הספרות הערבית, 1975 (בהשתתפות עם יהושפט הרכבי, وיהושע פורת). الصِّراع العربي الإسرائيلي في مرآة الأدب العربي، 1975 (بالاشتراك مع يهوشافاط هركابي، ويهوشع بورات).
- מחקרים בתולדות יהודי עיראק ובתרבותם, 1981. أبحاث في تاريخ يهود العراق وثقافتهم، 1981.
- יצירתם הספרותית והמחקרית של יוצאי עראק בעראק ובישראל בדורנו, 1982 (בהשתתפות עם לב חקק). الإبداع الأدبي والبحثي لمهاجري العراق في العراق وإسرائيل في عصرنا، 1982.
- שנאת יהודים ופרעות בעיראק: קובץ מחקרים ותעודות, 1992. كراهية اليهود ومذابحهم في العراق: مجموعة أبحاث وشهادات، 1992.
- מילון אימרות ומשלים של להג יהודי בבל, 1995. معجم الأقوال والأمثال في لهجة يهود العراق، 1995.
- האילן והענף: הספרות הערבית החדשה ויצירתם הספרותית הערבית של יוצאי עיראק, 1997. الشَّجرة والغُصن: الأدب العربي الحديث، وإبداع اليهود العراقيين الأدبي، 1997.

### الإنجليزية
- Nāzik al-Malāʾika and al-Shiʿr al-Ḥurr in Modern Arabic Literature. Jersusalem: Israel Oriental Society, 1968
- Arabic works by Jewish writers, 1863-1973. Jerusalem: Ben Zvi Institute, 1973
- Bibliography of Arabic Books and Periodicals Published in Israel 1948-1972. Jerusalem : Mount Scopus Center, 1974
- Jewish Poets and Writers of Modern Iraq. Jerusalem: University of Jerusalem, 1974
- Modern Arabic Poetry 1800-1970 : the Development of its forms and Themes under the influence of Western literature. Leiden : Brill, 1976
- Studies in Modern Arabic Prose and Poetry. Leiden ; New York : E.J. Brill, 1988
- Live theatre and dramatic literature in the medieval Arab world. New York : New York University Press, 1992
- Jewish contributions to nineteenth century Arabic theatre :plays from Algeria and Syria: a study and texts. 	Oxford : Oxford University Press, 1996
- Al Farhud :the 1941 Program in Iraq. Jerusalem: Magnes Press. 2010
- Marvelous Chronicles: Biographies and Events (ʿAjāʾib al-Āthār fī ʼl-Tarājim wa-ʼl-Akhbār). 5 volumes. Jerusalem: The Max Schloessinger Memorial Foundation, The Hebrew University of Jerusalem, 2014.

## الهوامش
1. 1 2 3   http://blogs.timesofisrael.com/shmuel-moreh-guardian-of-iraqs-jewish-memory-dies/. {{استشهاد ويب}}: |url= بحاجة لعنوان (مساعدة) والوسيط |title= غير موجود أو فارغ (من ويكي بيانات) (مساعدة)
2. ↑  عن مقابلة معه نسخة محفوظة 24 سبتمبر 2017 على موقع واي باك مشين.
3. ↑  mfa.gov.il https://web.archive.org/web/20160925043156/http://mfa.gov.il:80/MFAAR/Opinions/OpinionsOfArabWriters/Pages/Baghdad-my-love-book-wins-respect-of-Kazim-Habib.aspx. مؤرشف من الأصل في 2016-09-25. اطلع عليه بتاريخ 2019-08-02. {{استشهاد ويب}}: الوسيط |title= غير موجود أو فارغ (مساعدة)

## وصلات خارجية
- مقالاته المنشورة في ايلاف
- شموئيل موريه حكايه كتاب يهود العراق